# Cavotec
Cavotec SA är ett schweiziskt verkstadsföretag, som levererar tekniska system för kraftöverföring och -distribution samt kontrollteknologi i hamnar, flygplatser, tunnlar och gruvor och inom sjöfart. 
Cavotec grundades av Stefan Widegren 1974 som Specimas AB i Sverige, namnändrades till Cavotec 1976 och köpte 1984 Specimas SpA i Italien. Det har sedan dess köpt bland andra Alfo Apparatebau GmbH i Tyskland 1999, Metool Pty Ltd. i Australien och Micro-control AS i Norge 2004.
Cavotec noterades första gången på börsen i Nya Zeeland 2007 och sedan 2011 är moderbolaget Cavotec SA noterat på NASDAQ OMX Stockholm.